# تشارلز ألفرد بيرن
تشارلز ألفرد بيرن (بالإنجليزية: Charles Alfred Byrne)‏ هو كاتب مسرحي وصحفي أمريكي، ولد في 1848، وتوفي في 1909.

## روابط خارجية
- تشارلز ألفرد بيرن على موقع قاعدة بيانات برودواي على الإنترنت (الإنجليزية)